# 沙泰勒羅公爵詹姆斯·漢密爾頓
第一代沙泰勒羅公爵、第二代阿倫伯爵詹姆斯·漢密爾頓（James Hamilton, 1st Duke of Châtellerault, 2nd Earl of Arran，約1519年—1575年1月22日），第二代阿倫伯爵，1543年至1554年擔任蘇格蘭女王瑪麗一世的攝政，並安排其與法國王太子法蘭索瓦訂婚。作為獎賞，法王亨利二世於1549年授予詹姆斯·漢密爾頓沙泰勒羅公爵爵位。
由於其祖母瑪麗·史都華是詹姆斯二世的長女，詹姆斯·漢密爾頓在瑪麗一世的兒子詹姆斯於1566年出生之前是蘇格蘭王位的推定繼承人。

## 家庭
1532年，詹姆斯·漢密爾頓與瑪格麗特·道格拉斯結婚，兩人共有3子2女：
1. 芭芭拉（英语：Barbara Hamilton (courtier)）（約1533年—1577年）
2. 安妮（英语：Anne Hamilton, Countess of Huntly）（約1535年—1574/75年）
3. 詹姆斯（英语：James Hamilton, 3rd Earl of Arran）（1537年—1609年），第三代阿倫伯爵
4. 約翰（英语：John Hamilton, 1st Marquess of Hamilton）（1540年—1604年），第一代漢密爾頓侯爵
5. 克勞德（英语：Claud Hamilton, 1st Lord Paisley）（1546年—1621年），佩斯利領主，歷代阿伯康公爵是他的後裔